# Serjania lachnocarpa
Serjania lachnocarpa là một loài thực vật có hoa trong họ Bồ hòn. Loài này được (Benth. ex Radlk.) Acev.-Rodr. miêu tả khoa học đầu tiên năm 1998.